# زامز
زامز (به آلمانی: Zams) یک منطقهٔ مسکونی در اتریش است که در ناحیه لاندک واقع شده است. زامز ۱۲۴٫۹۷ کیلومتر مربع مساحت دارد و ۷۶۷ متر بالاتر از سطح دریا واقع شده است.